# Чаки (Башкортостан)
Чаки (Петухова) — упразднённая деревня, вошедшая в черту деревни Аначево Андреевского сельсовета Илишевского района Республики Башкортостан Российской Федерации. Проживали марийцы.

## География
Находилась на берегу реки Белой, при впадении её притока Прорва, к северо-западу от деревни Аначева.

## История
По СНМ 1896г /5-й стан, Андреевская волость. 2572. Чаки: деревня при ключе Безъимянный; на 26 дворов указано 69/76 жителей. Водяная мукомольная мельница.
По СНМ 1870г /4-й стан, по правую сторону от почтового тракта из города Бирска в город Мензелинск и до реки Белой. 1478. Чаки: деревня при речке Менеуз; на 15 дворов указано жителей: 52/45 — черемисы. 2 мельницы водяные.
На 1899 год деревня Чаки расположена в равнине при р. Мелеуз, годной для сооружения мельниц; в 90 верстах от г. Бирска и в 1,5 верстах от дер. Андреевки — места сбыта сельскохозяйственных продуктов.
По СНМ 1906г / Андреевская волость. Чаки: деревня при реке Белой, на просёлочной дороге, бакалейная лавка, 2 мельницы. На 28 дворов указано 72/81 жителей, основное занятие — земледелие
К 1914 году входила в Чуй-Атасевское сельское общество.
На 1920 год Чаки, Петухова деревня входила в Илишевскую волость.

## Население
1914 год — черемисы, припущенники, 37 дворов с населением 79 мужчин/102 женщин.
На 1920 год на 36 дворов 179 жителей (79 мужчин и 100 женщин) — марийцы; на 1926 год — 35 дворов.

## Инфраструктура
Сборник статистических сведений по Бирскому уезду 1899 года пишет: население — черемисы, крестьяне собственники, купившие землю у башкир Каинлыковской волости, в числе 26 дворов и 48 ревизских душ. Земля в общем владении с населением д. Аначева на 95 ревизских душ; в 1 участке. Изменения в угодьях: лес расчищен под пашню. Пашня в равнине, распахана давно; в полях есть овраги с пологими берегами; почва — чернозем и суглинок, глубиною в ¼ — 1\2 аршин, подпочва — красная глина; в полях встречаются сорные травы. Севооборот — трехпольный; поля удобряются лишь под посевы конопли, обрабатываются сохою. Огороды разводятся с посевом обычных овощей для личного употребления. Скотоводство — как предмет хозяйства; скот пасется по пару и другим угодьям, свободным от хлебов и трав. Выгон по болотистой местности. Сенокоса нет. Лес в 1 участке, вместе с лесом д. Аначевой. Каждый год рубят около 2 десятин; избы отапливаются дровами и хворостом В селении 1 обдирка.
Подворная перепись крестьянских хозяйств Бирского уезда 1914 года зафиксировала в деревне Чаки /Петухова следующие данные.
Обеспечение наличной и купчей землёю по хозяйствам без аренды:
хозяйств без земли — 6 ; до 3 десятин − 2 ; 5-10 десятин − 17 ; 10-15 десятин − 7; 15-20 десятин − 4; 20-30 десятин − 1 хозяйство.
Распределение хозяйств по размерам землепользования, включая арендованную землю:
с землепользованием до 3 десятин − 4 ; от 3 до 5 десятин − 4 ; 5-10 десятин − 16 ; 10-15 десятин − 10; 15-20 десятин − 2; 20-30 десятин − 1.
Общее количество скота на всё селение: 480 голов.
Распределение наличных хозяйств по лошадям: безлошадных − 5 ; с 1 рабочей лошадью — 10 ; с 2 рабочими — 12 ; с 3 рабочими — 6 ; 4 и более — 4 хозяйства.
Распределение наличных хозяйств по коровам: без коров — 8 ; с 1 коровой — 12 ; с 2 коровами − 12 ; с 3 и более − 5 хозяйств.
Распределение наличных хозяйств по скотине в целом: без всякого скота — 5 ; с крупным и мелким скотом − 32 хозяйства.
Побочные промыслы: из 3 дворов 3 работника.